# 越後鹿渡駅
越後鹿渡駅（えちごしかわたりえき）は、新潟県中魚沼郡津南町大字三箇にある、東日本旅客鉄道（JR東日本）飯山線の駅である。

## 歴史
- 1927年（昭和2年）11月6日：開業[1][2]。
- 1944年（昭和19年）6月1日：国有化により、運輸通信省（のちの日本国有鉄道）飯山線の駅となる[2]。
- 1970年（昭和45年）12月21日：貨物の取り扱いを廃止[2]。業務委託駅となる[3]。
- 1982年（昭和57年）11月1日：荷物の扱いを廃止[4]。駅員無配置駅となり[5]、簡易委託化[3]。
- 1987年（昭和62年）4月1日：国鉄分割民営化により、東日本旅客鉄道の駅となる[2]。
- 1998年（平成10年）4月1日：簡易委託を終了[1]。
- 2002年（平成14年）12月：現在の駅舎が完成。

## 駅構造
越後川口方面に向かって左側にある単式ホーム1面1線を有する地上駅である。かつては島式ホーム1面2線を有する構造であったが、1線が廃止されて現在の構造となった。駅舎は2002年（平成14年）12月に改築された。待合室の機能のみでトイレはない。
十日町駅管理の無人駅となっている。

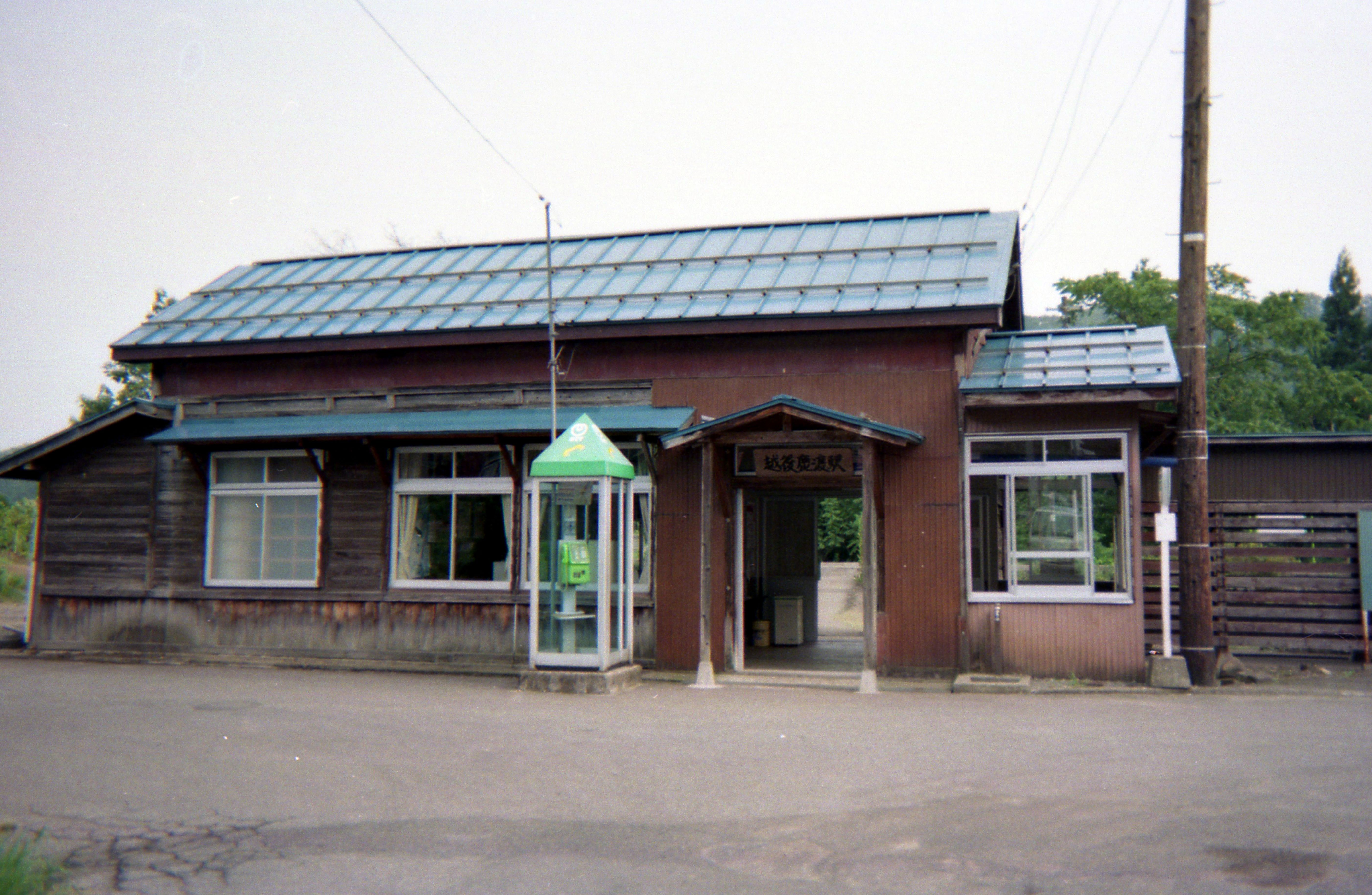
改築前の駅舎（1994年9月）
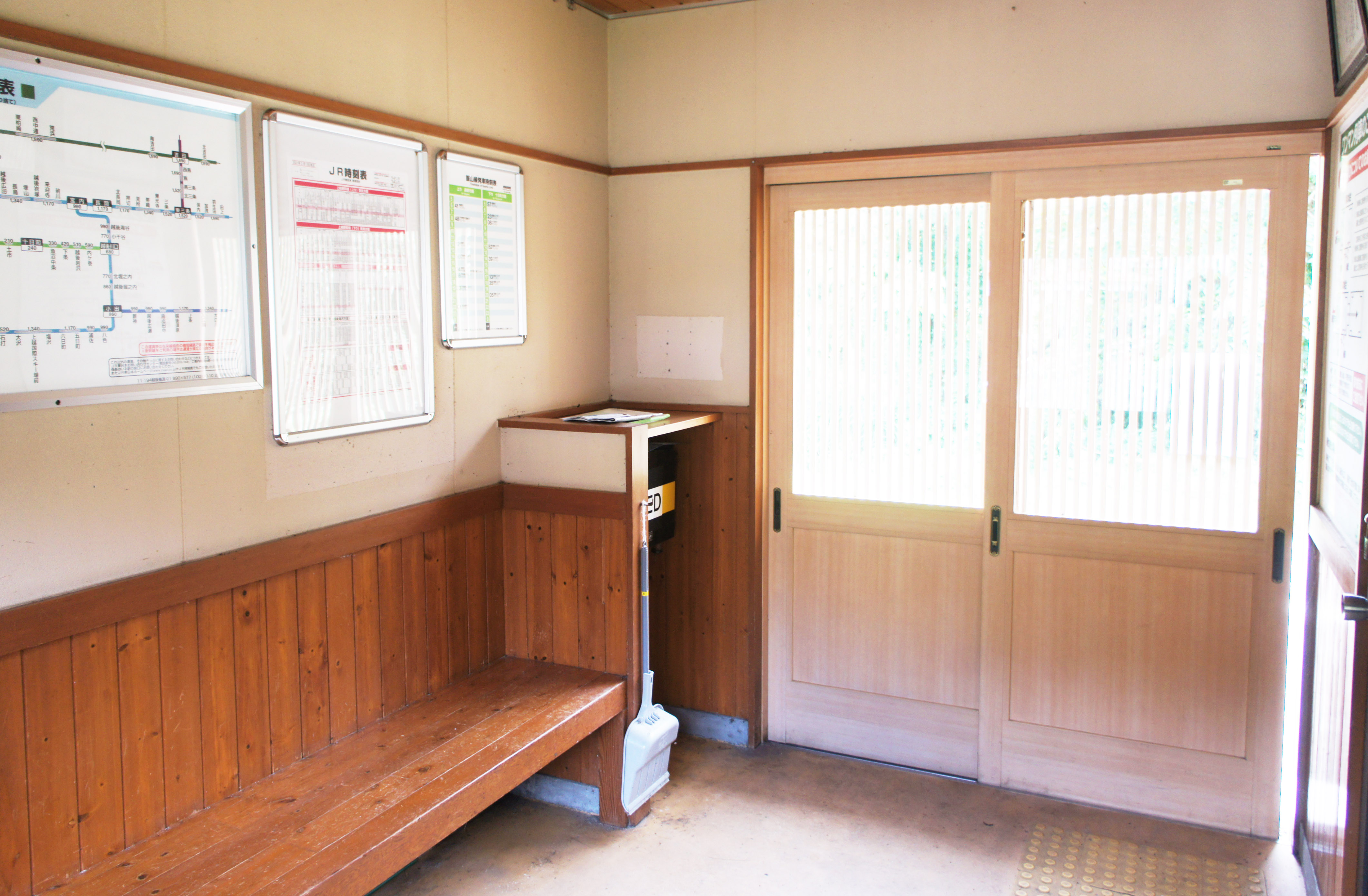
待合室（2021年9月）
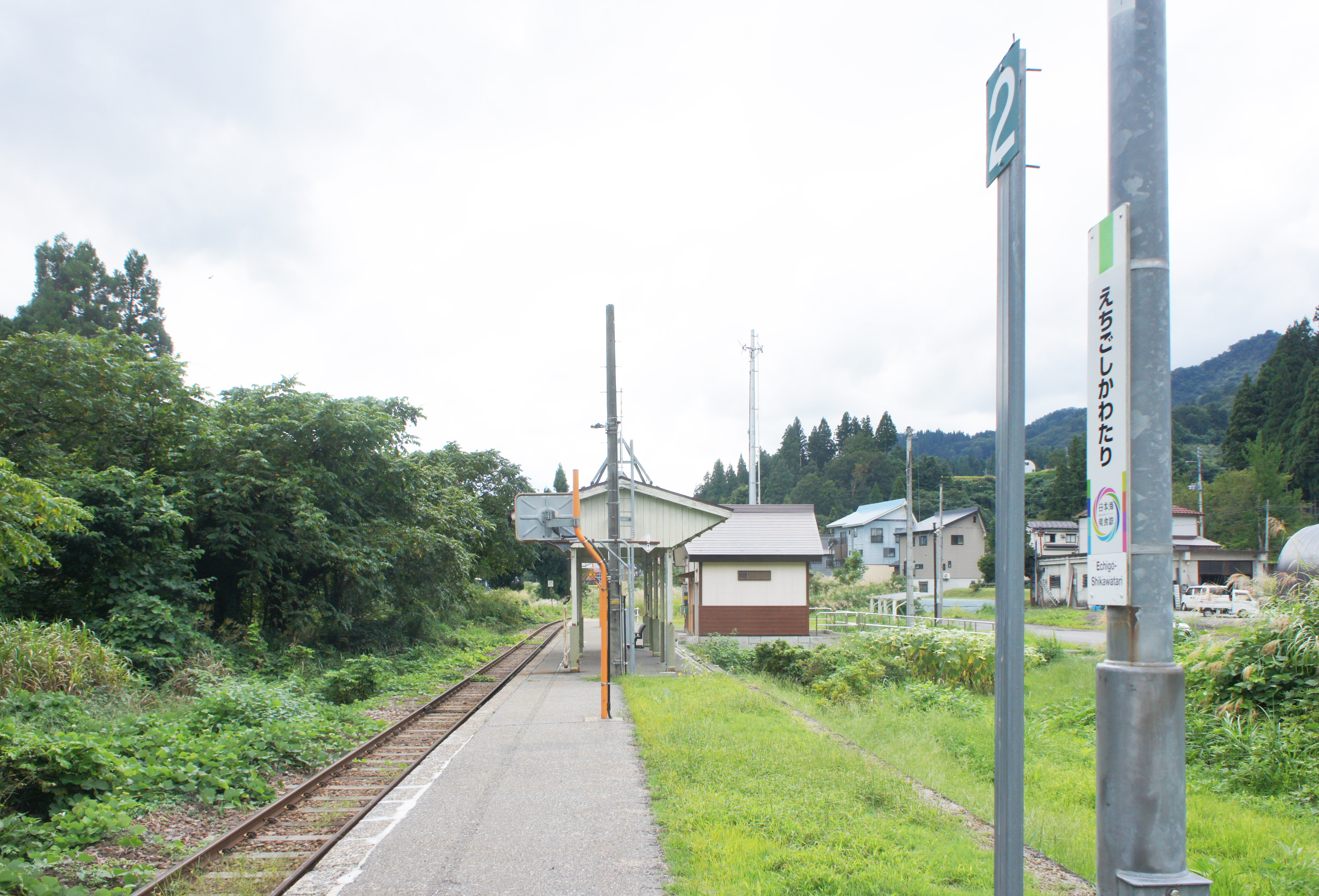
ホーム（2021年9月）

## 駅周辺
- 国道353号
- 信濃川
- 鹿渡温泉[1]
- 松之山温泉（日本三大薬湯の一つ）

## バス路線
- 南越後観光バス 「鹿渡駅角」停留所（国道353号上に設置）- 津南駅・津南方面／鹿渡新田方面[7]
- 津南町予約制乗合タクシー[8]

## 隣の駅
東日本旅客鉄道（JR東日本）
■飯山線
津南駅 - 越後鹿渡駅 - 越後田沢駅